# زمین‌لرزه ۱۹۱۱ تاجیکستان
زمین‌لرزه تاجیکستان در تاریخ ۱۸ فوریه ۱۹۱۱ میلادی، برابر با ‎۲۸ بهمن ۱۲۸۹، ساعت ۱۸:۴۱:۰۳ به زمان یوتی‌سی در تاجیکستان رخ داد. بزرگی آن ۷٫۲ در مقیاس Mw اعلام شده‌است. زمین‌لرزه به وقت محلی در روز یکشنبه، ساعت ۰ روی داده و منطقه زمانی آن یوتی‌سی +۶ بوده‌است.
سازمان زمین‌شناسی آمریکا نیز جای این زمین‌لرزه را در مختصات ۳۸°۱۲′شمالی ۷۲°۴۸′شرقی / ۳۸٫۲°شمالی ۷۲٫۸°شرقی و بزرگی آنرا برابر با ۷٫۴ در مقیاس ریشتر اعلام کرده‌است. ژرفای گزارش شده از سوی این سازمان ۲۶ کیلومتر می‌باشد.
رانش زمین در این زمین‌لرزه باعث ایجاد دریاچه سریز شده‌است.